# 哈费扎巴德县

所在位置

哈费扎巴德县(乌尔都语: ضلع حافظ آباد )，为巴基斯坦旁遮普省的一个县。总面积2,367 km2 (913.9 sq mi)，总人口832,980(1998)。县治位于哈费扎巴德。

## 行政区划
哈费扎巴德县辖有2个乡。